# كأس كرواتيا 1998–99
كأس كرواتيا 1998–99 (بالكرواتية: Hrvatski nogometni kup 1998./99.)‏ هو الموسم 8 من كأس كرواتيا. أقيم خلال الفترة 19 أغسطس 1998 وحتى 30 مايو 1999، وأشرف على تنظيمه اتحاد كرواتيا لكرة القدم، وكان عدد الأندية المشاركة فيه 48، وفاز فيه نادي أوسييك.